# Irmgard Schwaetzer

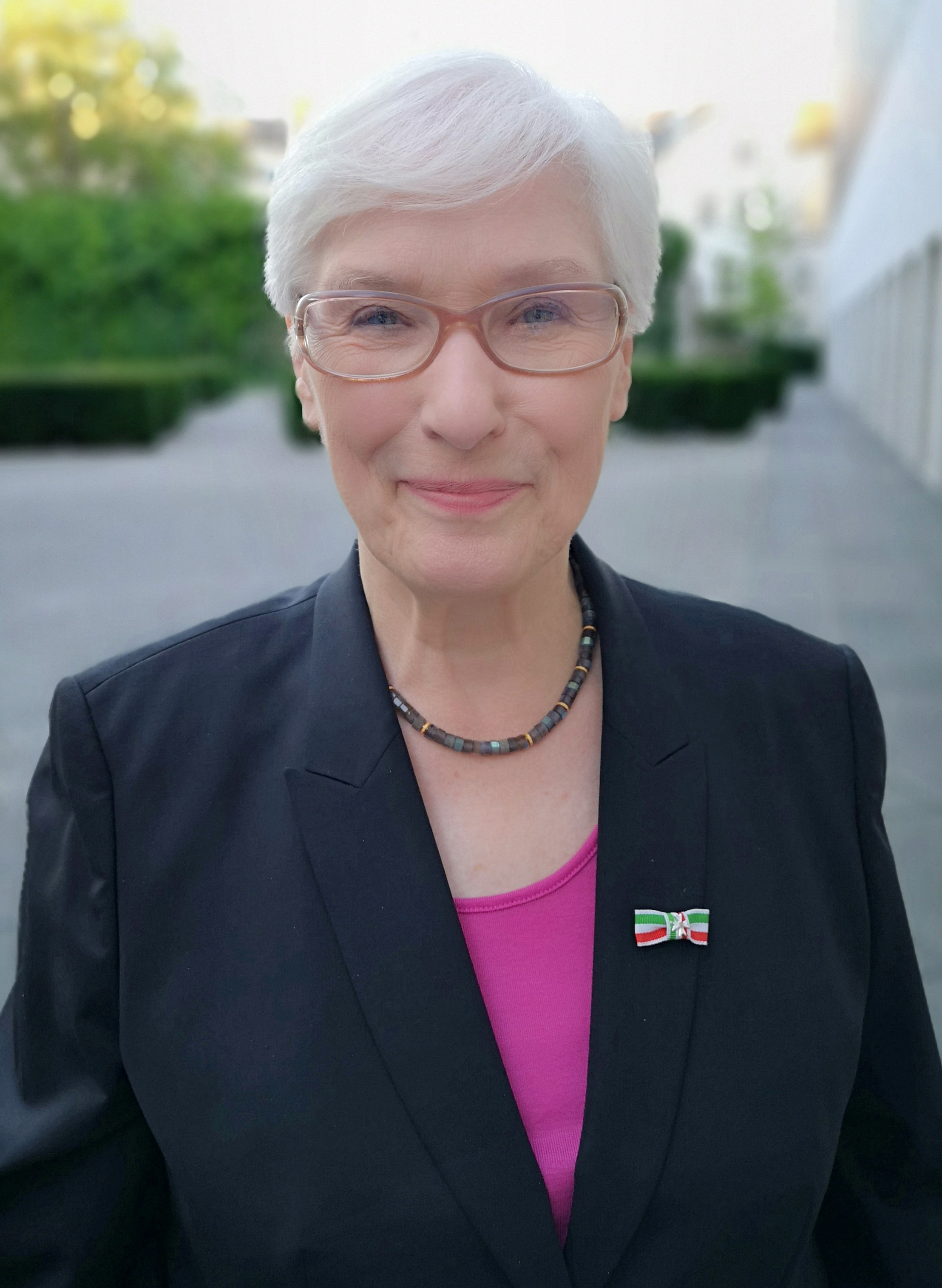
Irmgard Schwaetzer (2018) mit dem Verdienstorden des Landes Nordrhein-Westfalen

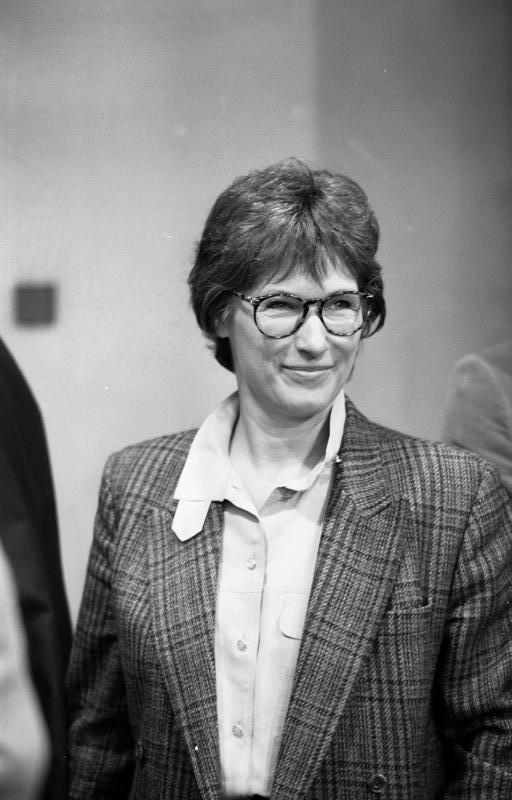
Irmgard Adam-Schwaetzer, 1991

Irmgard Schwaetzer (* 5. April 1942 in Münster, Ehename 1974 bis 1991 Adam-Schwaetzer) ist eine deutsche Politikerin (FDP) und evangelische Kirchenfunktionärin.
Schwaetzer war von 1980 bis 2002 Mitglied des Bundestages, von 1987 bis 1991 Staatsministerin im Auswärtigen Amt und von 1991 bis 1994 Bundesministerin für Raumordnung, Bauwesen und Städtebau. Vom 10. November 2013 bis zum 8. Mai 2021 war sie Präses (Vorsitzende) der Synode der Evangelischen Kirche in Deutschland.

## Leben und Beruf
Nach dem Abitur am Neusprachlichen Mädchengymnasium in Warburg 1961 studierte die in Westfalen geborene Irmgard Schwaetzer Pharmazie an den Universitäten Münster und Bonn. 1967 bestand sie das pharmazeutische Staatsexamen. 1968 erhielt sie ihre Approbation als Apothekerin. 1971 erfolgte ihre Promotion zum Dr. rer. nat. an der Universität Bonn mit der Arbeit Derivate des 4-Azaphenanthrenringsystems durch intramolekulare Cyclisierungsreaktion. Bis 1980 war die Pharmazeutin als leitende Angestellte in unterschiedlichen Unternehmen der pharmazeutischen Industrie und der Konsumgüterindustrie tätig.
Sie war bis zum 18. Januar 2011 Vorsitzende des Deutschen Komitees Katastrophenvorsorge e. V. und von 2004 bis 2013 Vorsitzende des Domkirchenkollegiums am evangelischen Berliner Dom im Kirchenkreis Berlin Stadtmitte. Für die Evangelische Kirche Berlin-Brandenburg-schlesische Oberlausitz gehört sie seit Januar 2009 der Synode der EKD an.
Adam-Schwaetzer lebt in Düren im Rheinland. Von 1974 bis 1991 führte sie während ihrer Ehe mit dem Chemiker Wolfgang Adam den Ehenamen Irmgard Adam-Schwaetzer. 1991 heiratete sie den Journalisten Udo Philipp, den damaligen Büroleiter des Bonner Hauptstadtstudios von Sat.1, von dem sie sich 2000 wieder trennte.
Irmgard Schwaetzer lebte ab 2004 in Berlin und ist seit dem 13. März 2022 Stiftsfrau in Heiligengrabe.

## Partei

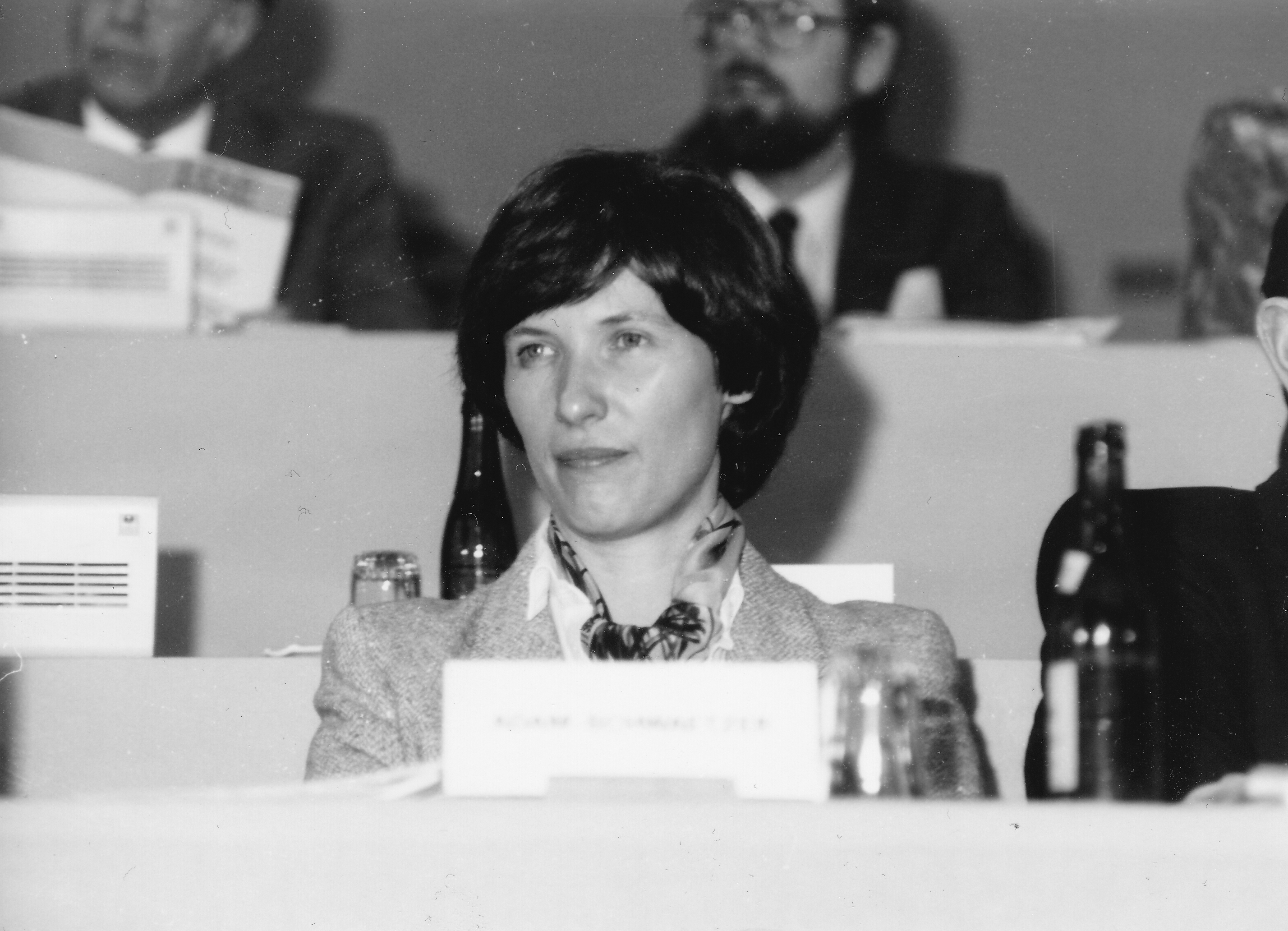
Adam-Schwaetzer auf dem FDP Bundesparteitag 1982 in Berlin.

Seit 1975 ist Schwaetzer Mitglied der FDP. 1980 wurde sie Bezirksvorsitzende in Aachen, von 1982 bis 1984 war sie als Nachfolgerin des zur SPD übergewechselten Günter Verheugen Generalsekretärin der FDP. Von 1984 bis 1987 amtierte sie als Bundesschatzmeisterin. Von 1988 bis 1994 war sie zudem stellvertretende FDP-Bundesvorsitzende, nachdem sie bei einer Kampfabstimmung um den FDP-Vorsitz Otto Graf Lambsdorff unterlegen gewesen war. Nachdem sie schon in den 1980er Jahren Aachener Bezirksvorsitzende gewesen war, übte sie dieses Amt erneut von 1997 bis 2002 aus. Noch heute ist sie u. a. im Bereich der Frauenpolitik als Ehrenvorsitzende der Bundesvereinigung Liberaler Frauen aktiv.

## Abgeordnete
Von 1980 bis 2002 war Irmgard Schwaetzer Mitglied des Deutschen Bundestages. Von 1998 bis 2002 war sie die Vorsitzende des Arbeitskreises für Arbeits- und Sozialpolitik, Gesundheitspolitik, Familien-, Frauen- und Jugendpolitik der FDP-Bundestagsfraktion. Sie war jeweils über die Landesliste Nordrhein-Westfalen in den Deutschen Bundestag eingezogen.
Unterlagen über ihre Tätigkeit als Mitglied des Deutschen Bundestages sowie für die FDP befinden sich im Archiv des Liberalismus der Friedrich-Naumann-Stiftung für die Freiheit in Gummersbach.

## Öffentliche Ämter
Nach der Bundestagswahl 1987 wurde sie am 12. März 1987 als Staatsministerin im Auswärtigen Amt in die von Bundeskanzler Helmut Kohl geführte Bundesregierung berufen.
Nachdem die FDP bei der Bundestagswahl 1990 Stimmengewinne hatte verbuchen können und ein zusätzliches Ressort für sich beansprucht hatte, wurde Irmgard Schwaetzer am 18. Januar 1991 zur Bundesministerin für Raumordnung, Bauwesen und Städtebau ernannt.
Im Mai 1992 war sie nach dem Rücktritt von Hans-Dietrich Genscher Kandidatin des FDP-Parteivorstandes für das Amt des Bundesaußenministers. Gegen diesen Vorschlag legte jedoch die Bundestagsfraktion der FDP ihr Veto ein, woraufhin Justizminister Klaus Kinkel an ihrer Stelle nominiert wurde. Sie schied am 17. November 1994 aus der Bundesregierung aus.
Von 2003 bis 2014 war sie Mitglied des Kuratoriums der parteinahen Friedrich-Naumann-Stiftung für die Freiheit. Außerdem war sie von 2003 bis 2014 Mitglied des Vorstands der Stiftung. Von 2003 bis 2015 war sie Vorsitzende des Auswahlausschusses der Begabtenförderung der Stiftung.
Sie war Mitglied im Präsidium der Deutschen Gesellschaft für die Vereinten Nationen.
Am 10. November 2013 wurde sie überraschend zur Präses (Vorsitzenden) der Synode der Evangelischen Kirche in Deutschland gewählt, nachdem der CSU-Politiker und bisherige Vizepräses Günther Beckstein und die pensionierte Bremer Richterin Brigitte Boehme zuvor in zwei Wahlgängen ohne klares Ergebnis gegeneinander angetreten waren. Die als Kompromisskandidatin ad hoc ins Rennen gebrachte Schwaetzer wurde gewählt, nachdem die beiden ursprünglichen Kandidaten ihre Kandidaturen sukzessive zurückgezogen hatten. Im Mai 2021 folgte ihr Anna-Nicole Heinrich in diesem Amt nach.

## Auszeichnungen
- 1986: Bundesverdienstkreuz am Bande
- 1988: Großkreuz des Falkenordens
- 1989: Großes Silbernes Ehrenzeichen am Bande für Verdienste um die Republik Österreich[17]
- 1989: Großkreuz des Ordens des Infanten Dom Henrique
- 1995: Großes Bundesverdienstkreuz
- 2018: Verdienstorden des Landes Nordrhein-Westfalen

## Veröffentlichungen
- mit Jürgen Morlok (Hrsg.): Liberale Profile: Freiheit und Verantwortung, Busse-Seewald Verlag, Stuttgart-Degerloch 1983, ISBN 978-3-512-00676-0.
- mit Wolfgang Mischnick (Hrsg.): Verantwortung für die Freiheit: 40 Jahre F.D.P., Deutsche Verlags-Anstalt, Stuttgart 1989, ISBN 978-3-421-06500-1.
- (Hrsg.): Die liberale Frauenbewegung. Lebensbilder, Liberal-Verlag, Berlin 2007, ISBN 978-3-920590-20-2.
- mit Kerstin Brauckhoff (Hrsg.): Hans-Dietrich Genschers Außenpolitik, Springer Fachverlag, Wiesbaden 2015, ISBN 978-3-658-06650-5.